# Hugo Oskar Skjöldebrand
Hugo Oskar Skjöldebrand, född 6 januari 1877 i Forshems socken, död 1949, var en svensk militär. Han anslöt sig som volontär till Svea livgarde 1899, och befordrades till löjtnant 1903, till kapten 1914 och slutligen till major, då vid Göta livgarde, 1924. Hans militära karriär avslutades 1931. Han är begravd på Norra begravningsplatsen.

## Internationella insatser
Skjöldebrand deltog i den första omgången av svenska officerare som deltog i utbildningsinsatsen av persiska gendarmeriofficerare i Iran 1911, då som instruktör och med löjtnants grad.
Skjöldebrand var även kompanichef, då med kaptens grad, vid Vilnadetachementet 1920–1921, som avsågs att sändas för att övervaka den av Nationernas förbund planerade folkomröstningen avseende Vilnius statstillhörighet.